# Pentacalia carupana
Pentacalia carupana là một loài thực vật có hoa trong họ Cúc. Loài này được S.Díaz mô tả khoa học đầu tiên năm 1998.